# Erin Kellyman
Erin Kellyman, född 17 oktober 1998 i Tamworth, är en brittisk skådespelerska.
Kellyman har bland annat medverkat i TV-serien The Falcon and the Winter Soldier. Hon har även medverkat i filmerna 28 Years Later och Eleanor The Great. I den sistnämnda spelade hon Nina, en av huvudrollerna.

## Filmografi (i urval)
- 2021 – The Falcon and the Winter Soldier (TV-serie)
- 2022 – Willow (TV-serie)
- 2025 – 28 Years Later
- 2025 – Eleanor the Great